# Möhrendorfer Wasserschöpfräder

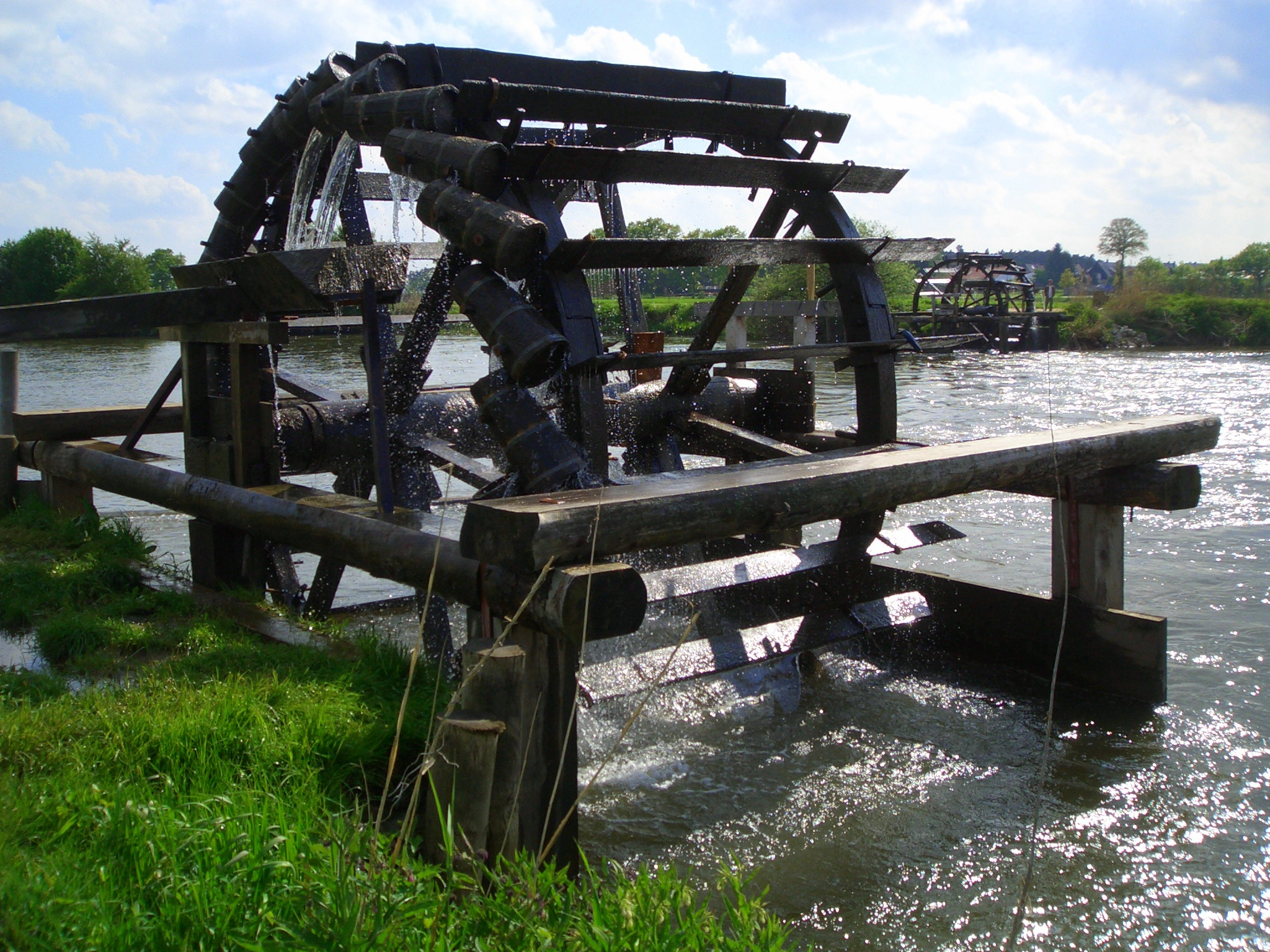
Wasserschöpfräder – im Vordergrund das Schmiedsrad, im Hintergrund das Rinig-Rad

Die zehn Möhrendorfer Wasserschöpfräder an der Regnitz gehören zu den letzten ihrer Art in Mitteleuropa und sind ein einmaliges Kulturdenkmal. Sie schöpfen mit am Rad befestigten Holzeimern das wärmere und sauerstoffreiche Oberwasser aus dem Fluss in ein Rinnensystem zur Bewässerung der Felder und machen dadurch die anliegenden Wiesen besonders ertragreich.

## Geschichte

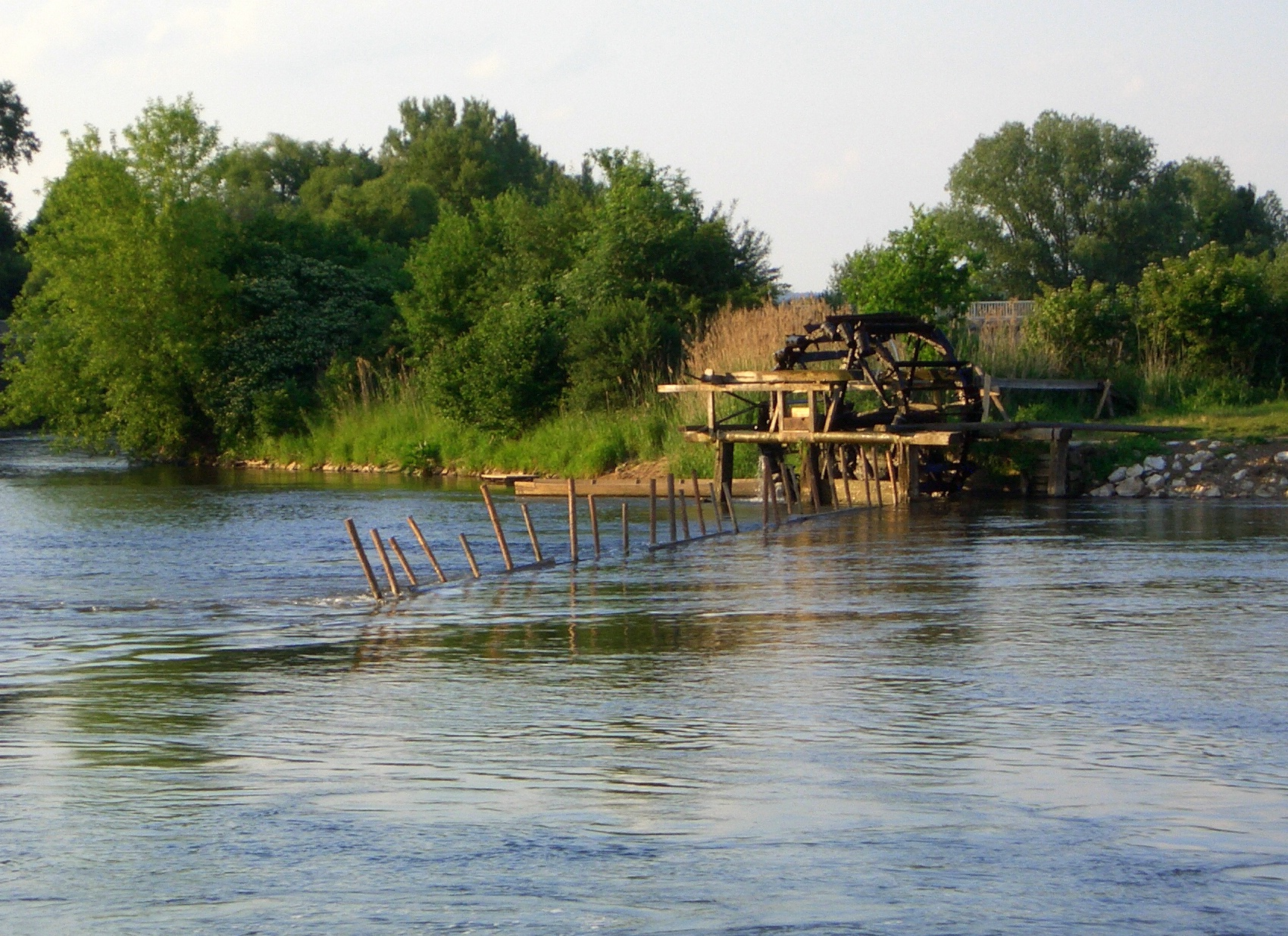
Das Vierzigmannrad mit Stauwehr (Flügel)

Die Wasserschöpfräder in Möhrendorf sind bereits für den Anfang des 15. Jahrhunderts belegt. Im Jahre 1805 waren an der Regnitz zwischen Fürth und Forchheim auf einer Länge von ca. 25 Flusskilometern noch etwa 190 solche Wasserräder in Betrieb, so viele wie an keinem anderen Fluss in Mitteleuropa. Man vermutet, dass die in Mesopotamien bereits 250 Jahre v. Chr. bekannte Technik durch Kreuzritter, Jerusalempilger und Nürnberger Kaufleute nach Franken gebracht wurde.
Gemäß der in Teilen heute noch gültigen Baiersdorfer Wasserordnung aus dem Jahre 1693 dürfen die Schöpfräder nur von 1. Mai bis 30. September betrieben werden. Die wuchtigen Holzkonstruktionen, die an Mühlräder erinnern, werden heutzutage von ehrenamtlichen Helfern zu Beginn der Sommersaison aufgestellt und am Ende der Saison abgebaut und eingelagert (Siehe auch Regnitz).

## Die zehn Räder und ihre Paten
Derzeit sind zehn Wasserschöpfräder in Betrieb.

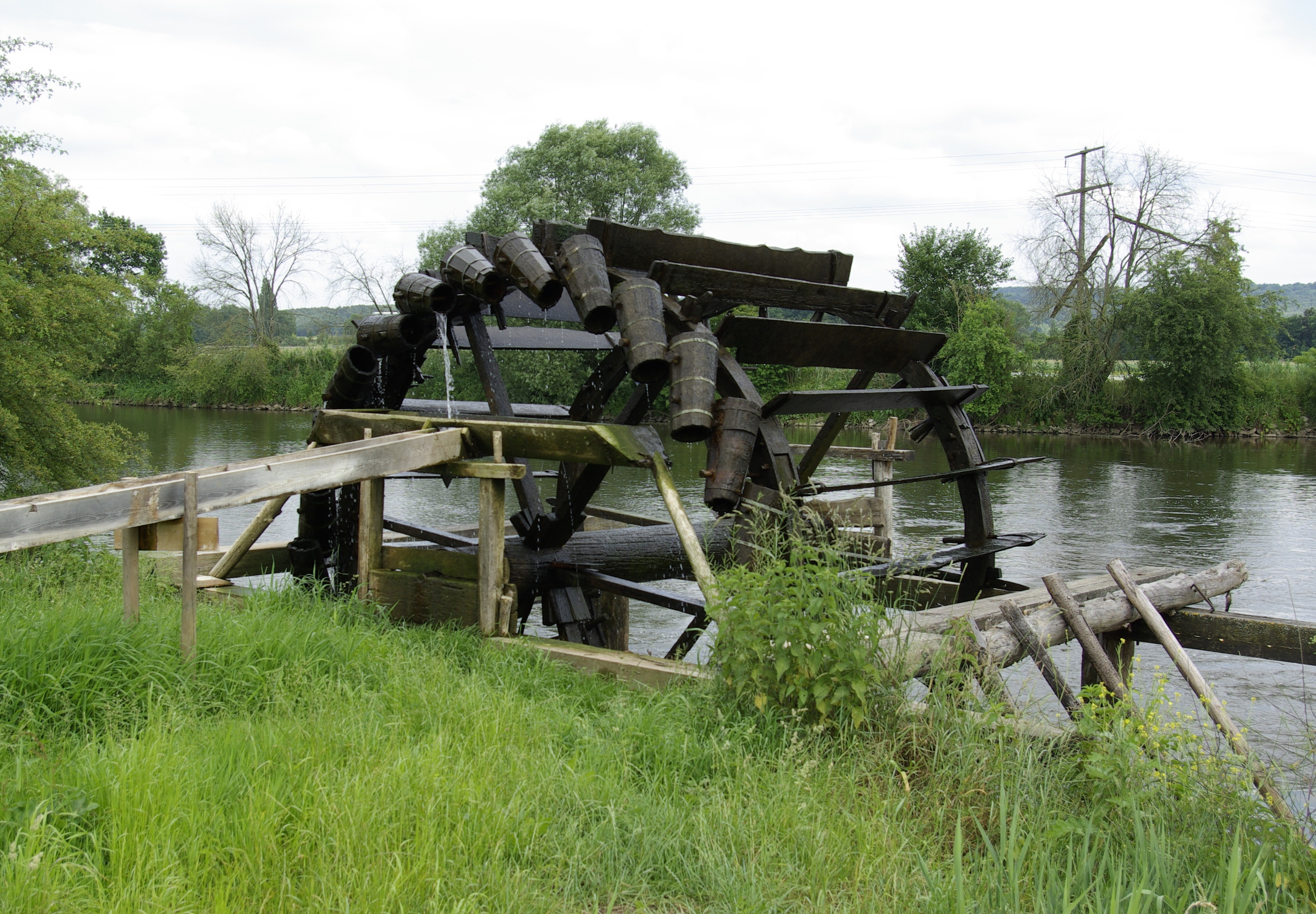
1. Wässerwiesenrad
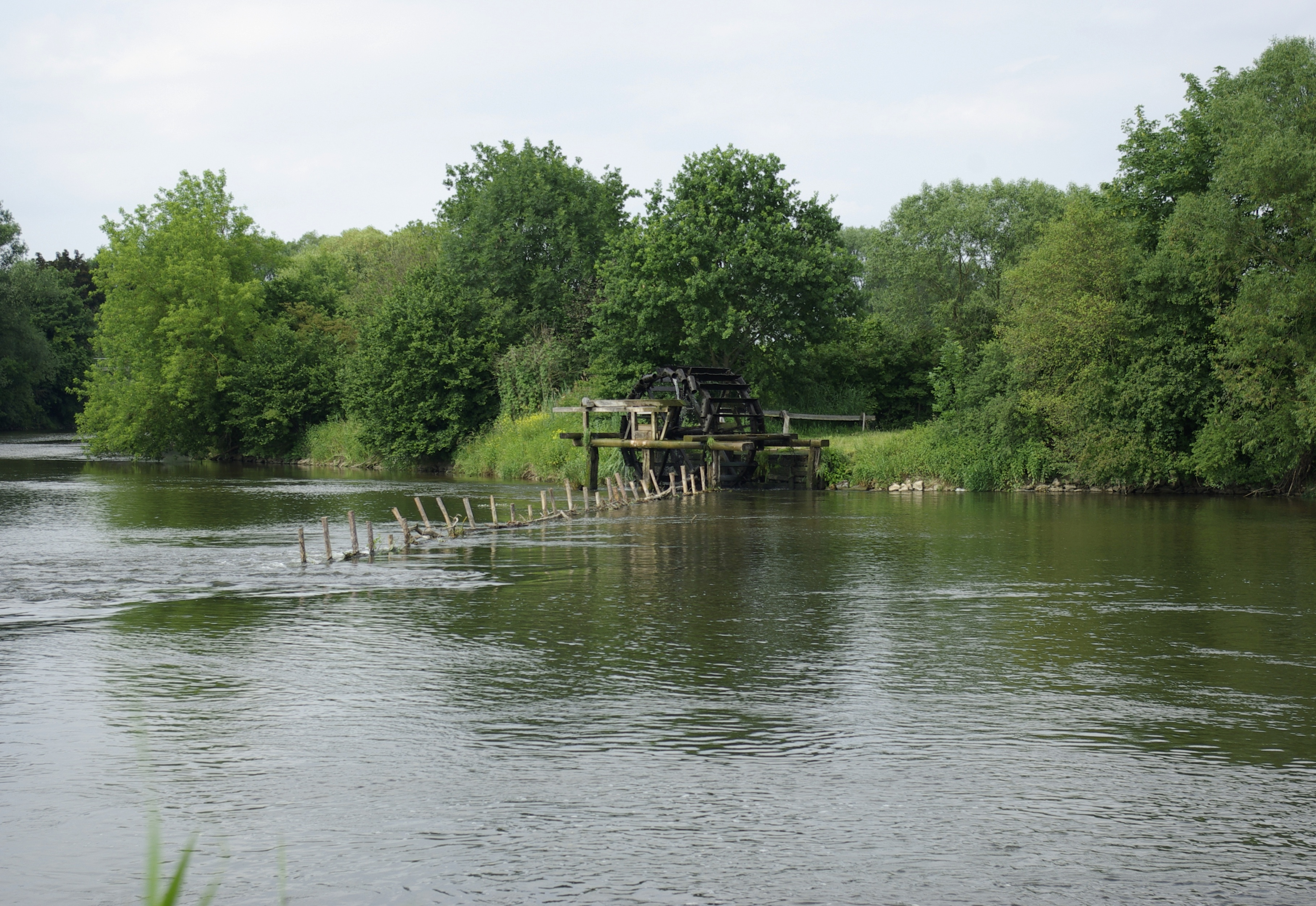
2. Vierzigmannrad
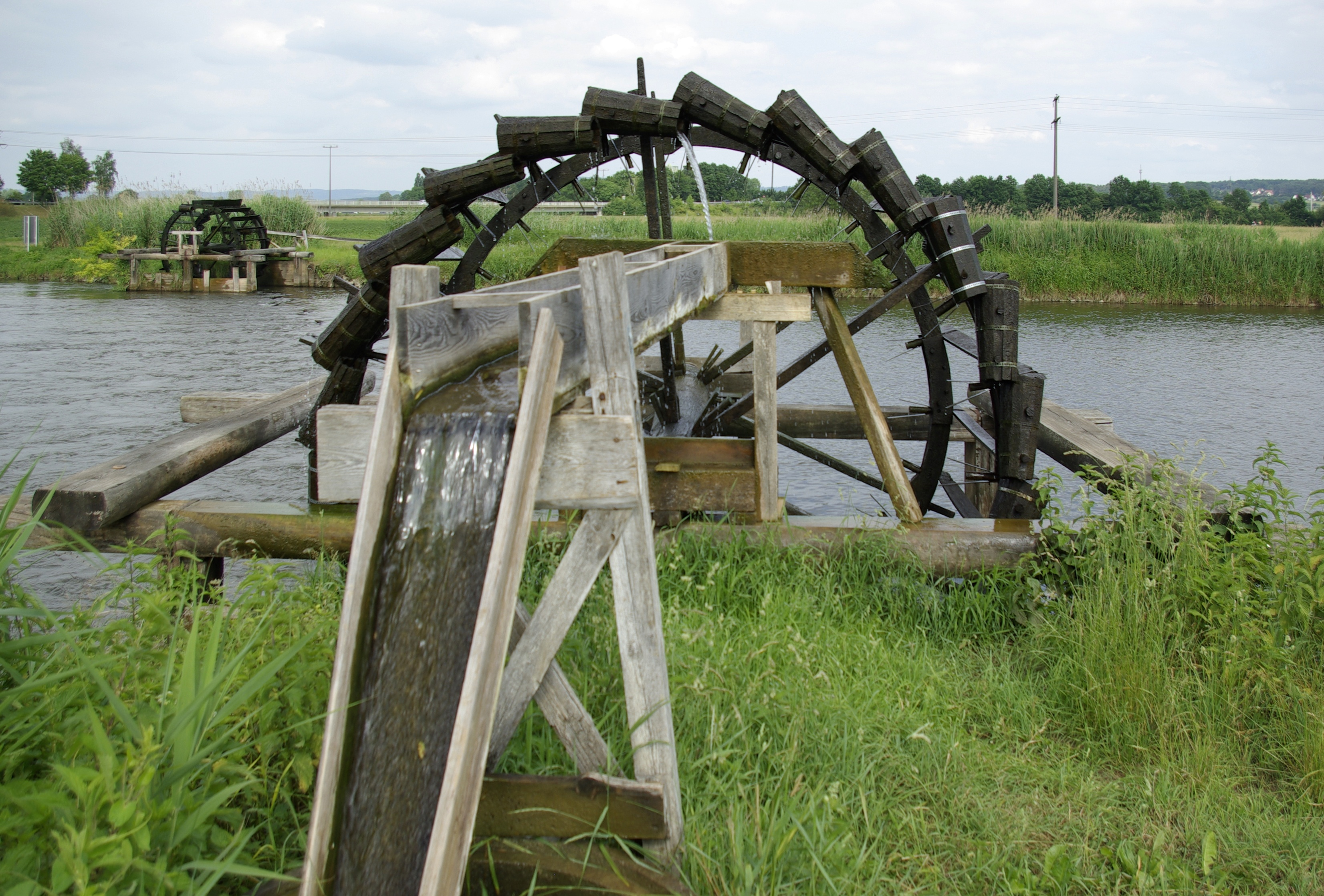
3. Rinnigrad
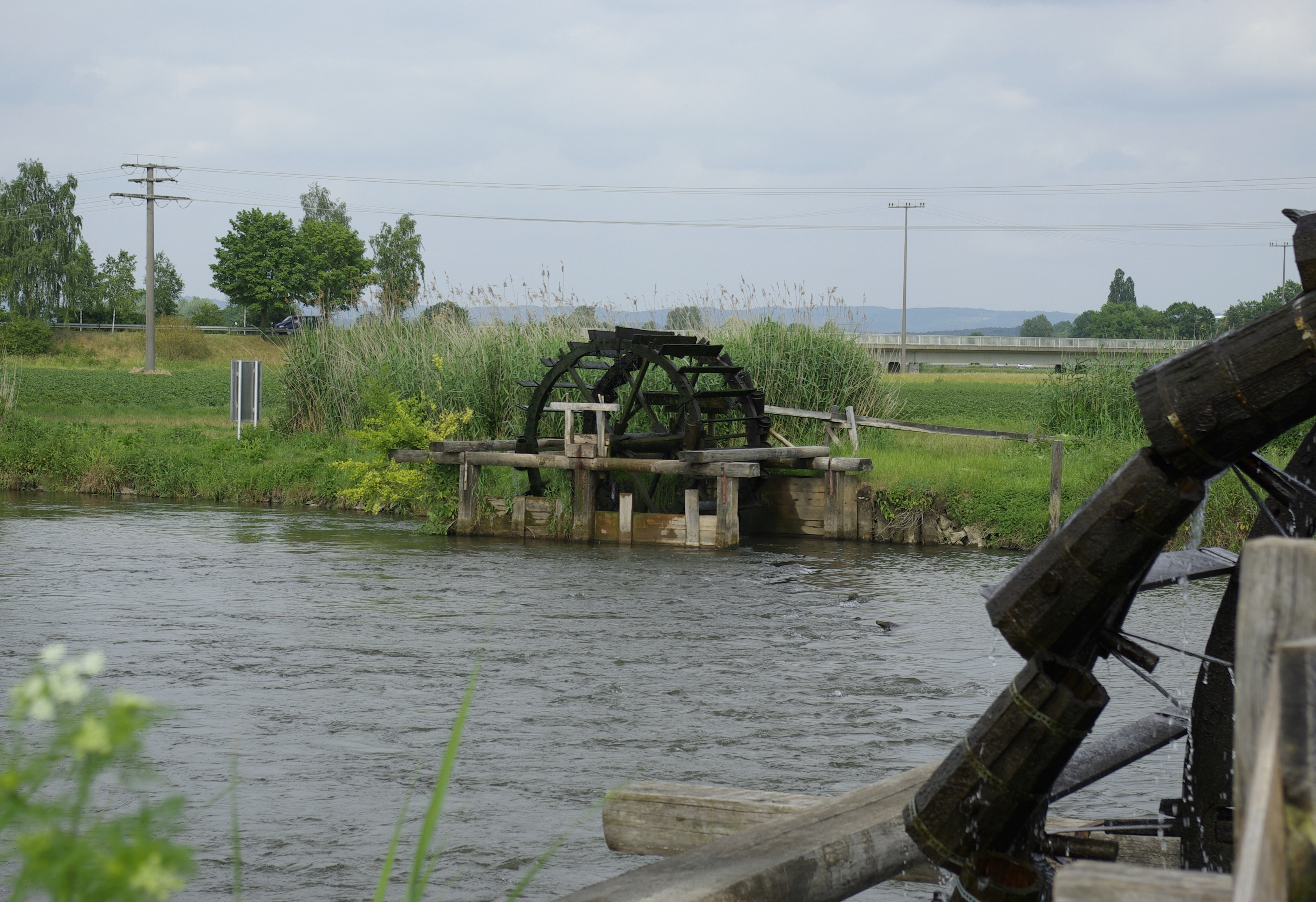
4. Schmiedsrad
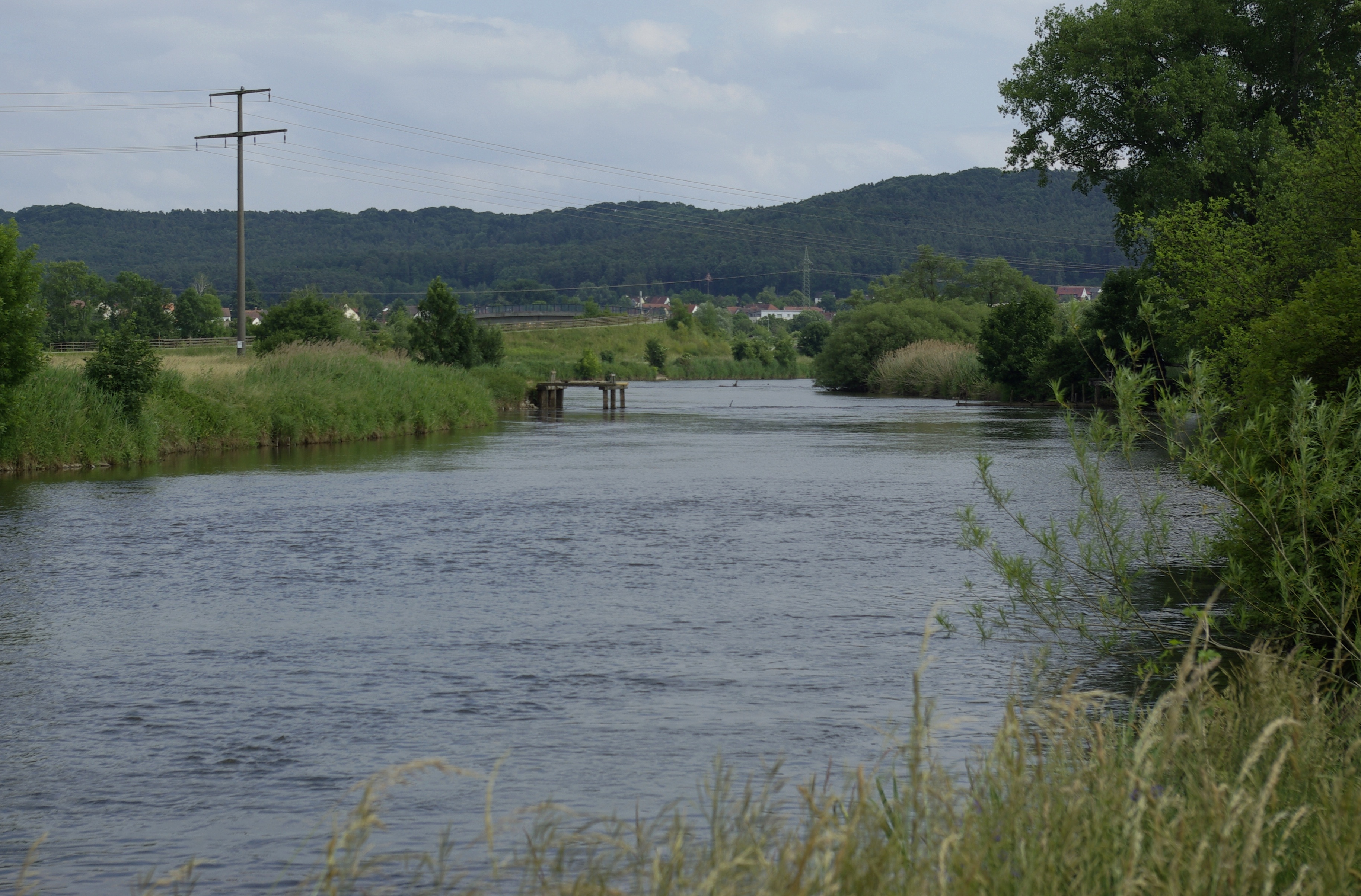
5. Weidackerrad
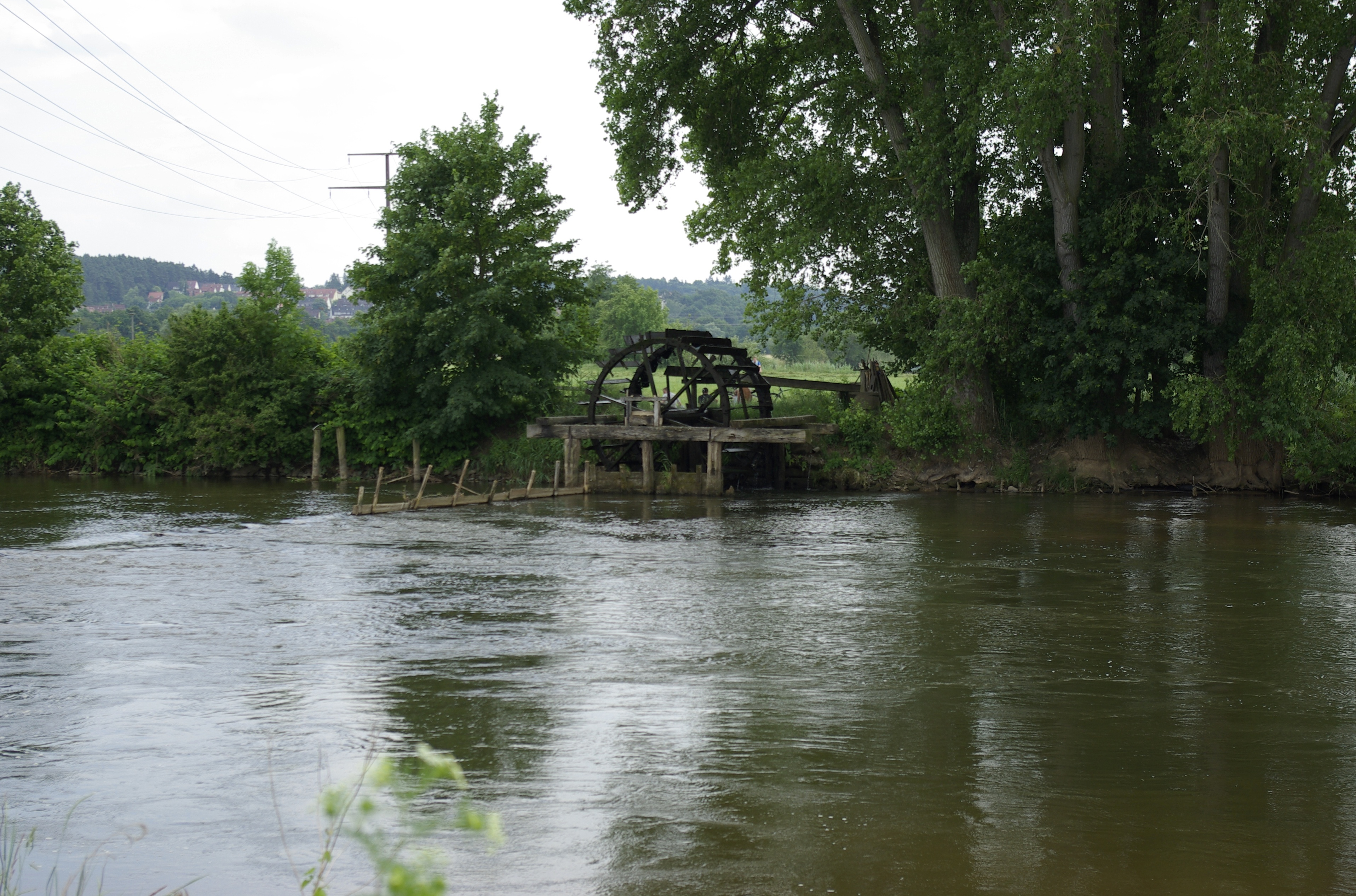
6. Schloßangerrad
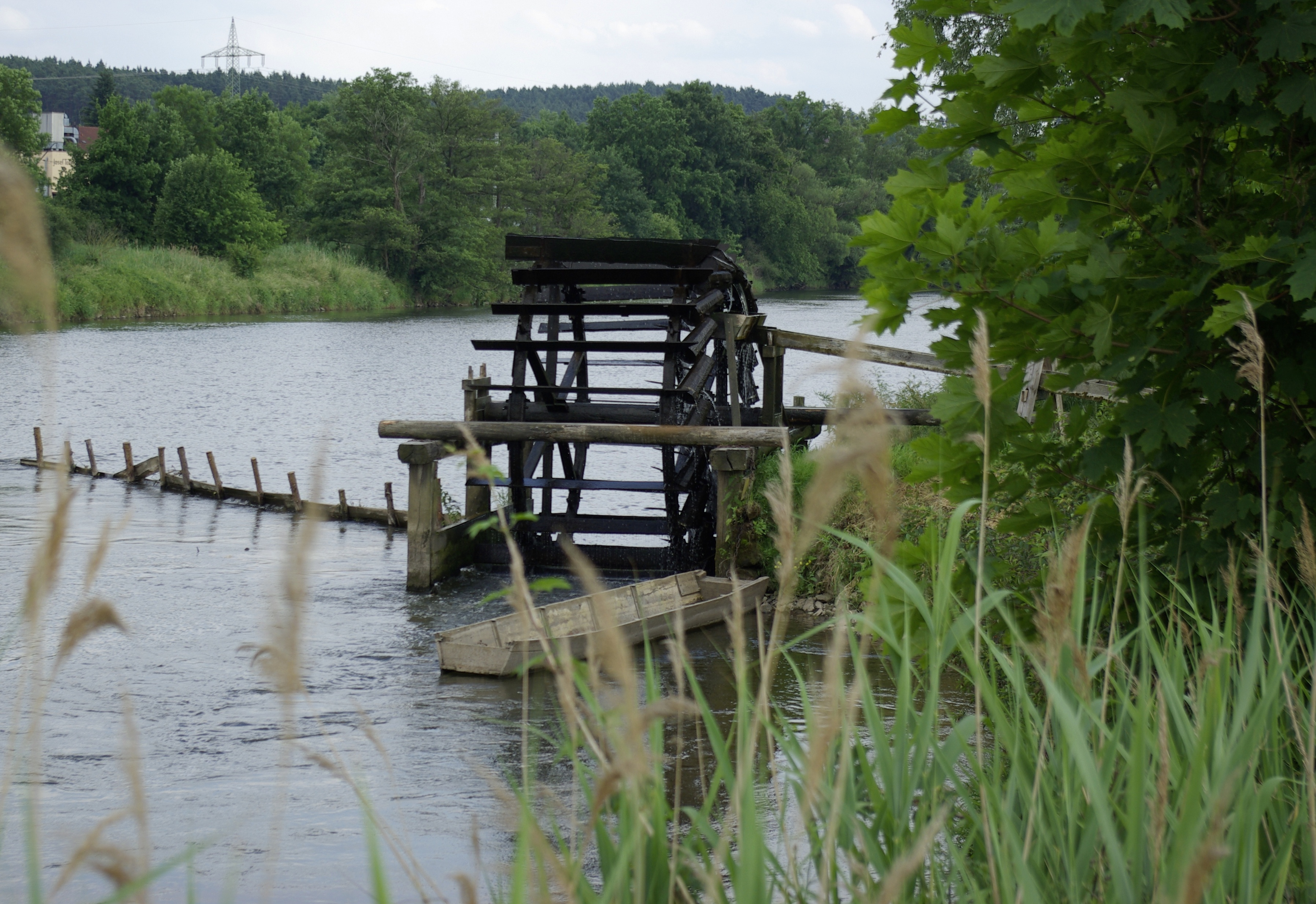
7. Kleines Schäferrad
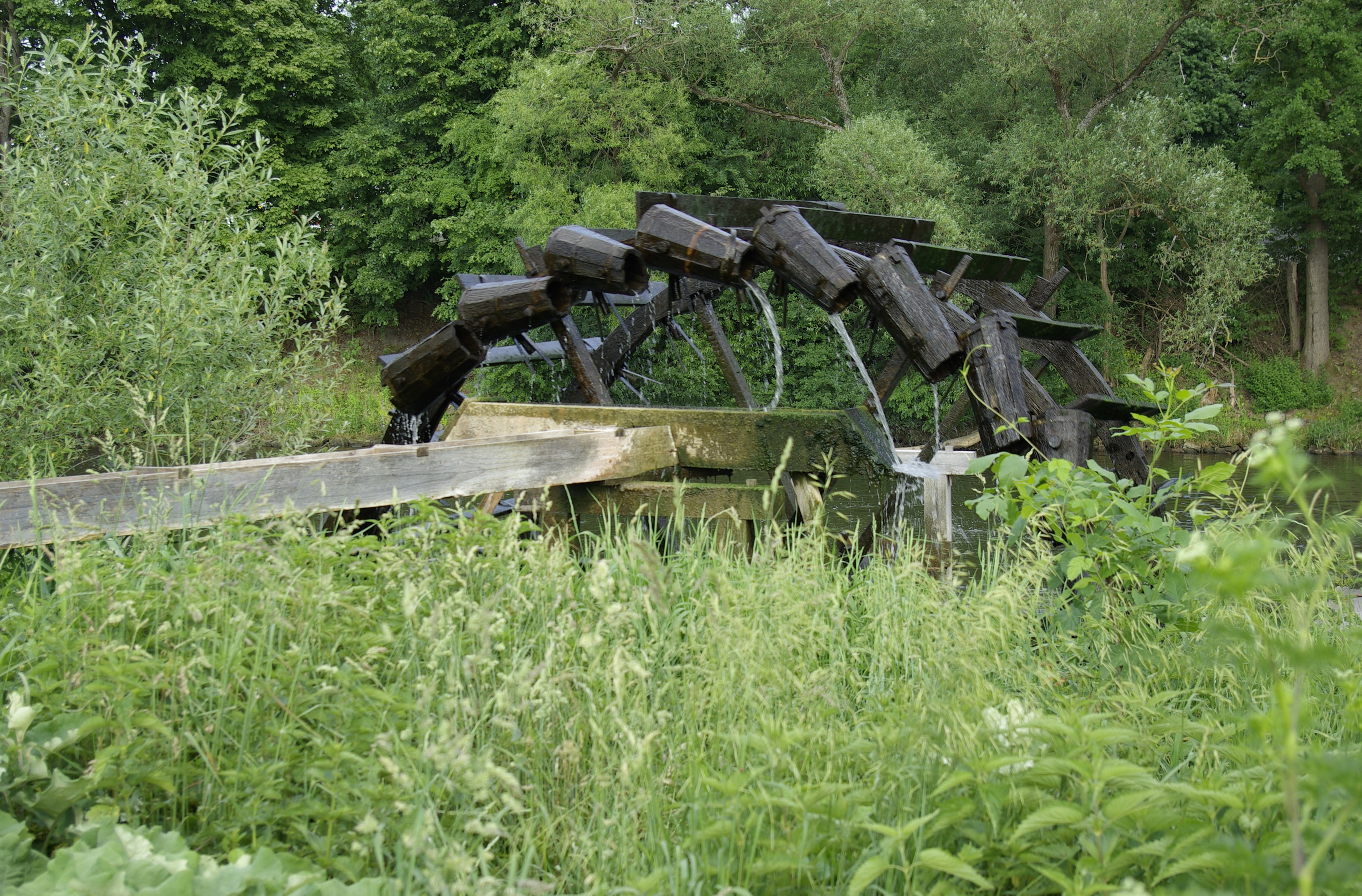
8. Kennerleinsrad
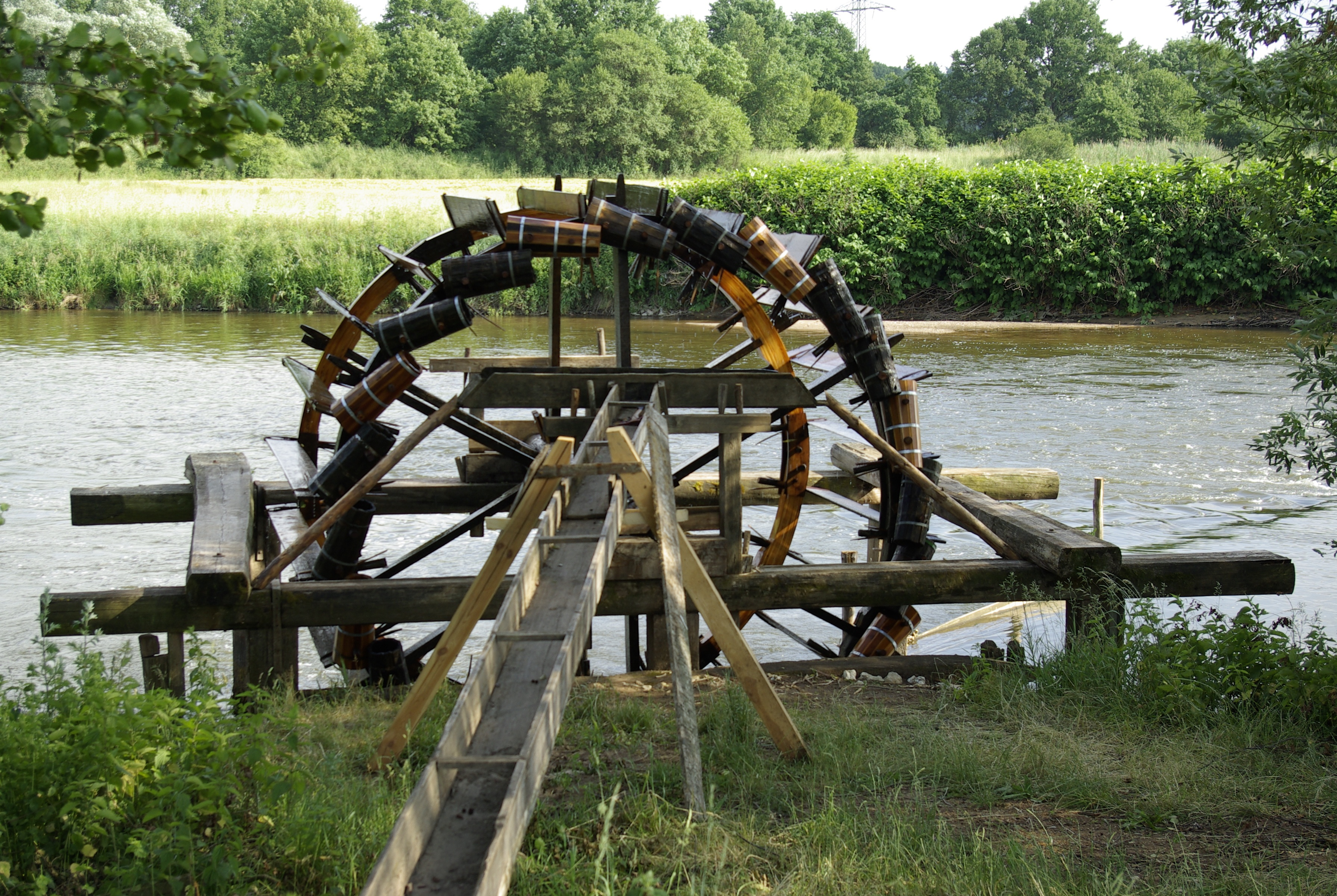
9. Altes Schäferrad
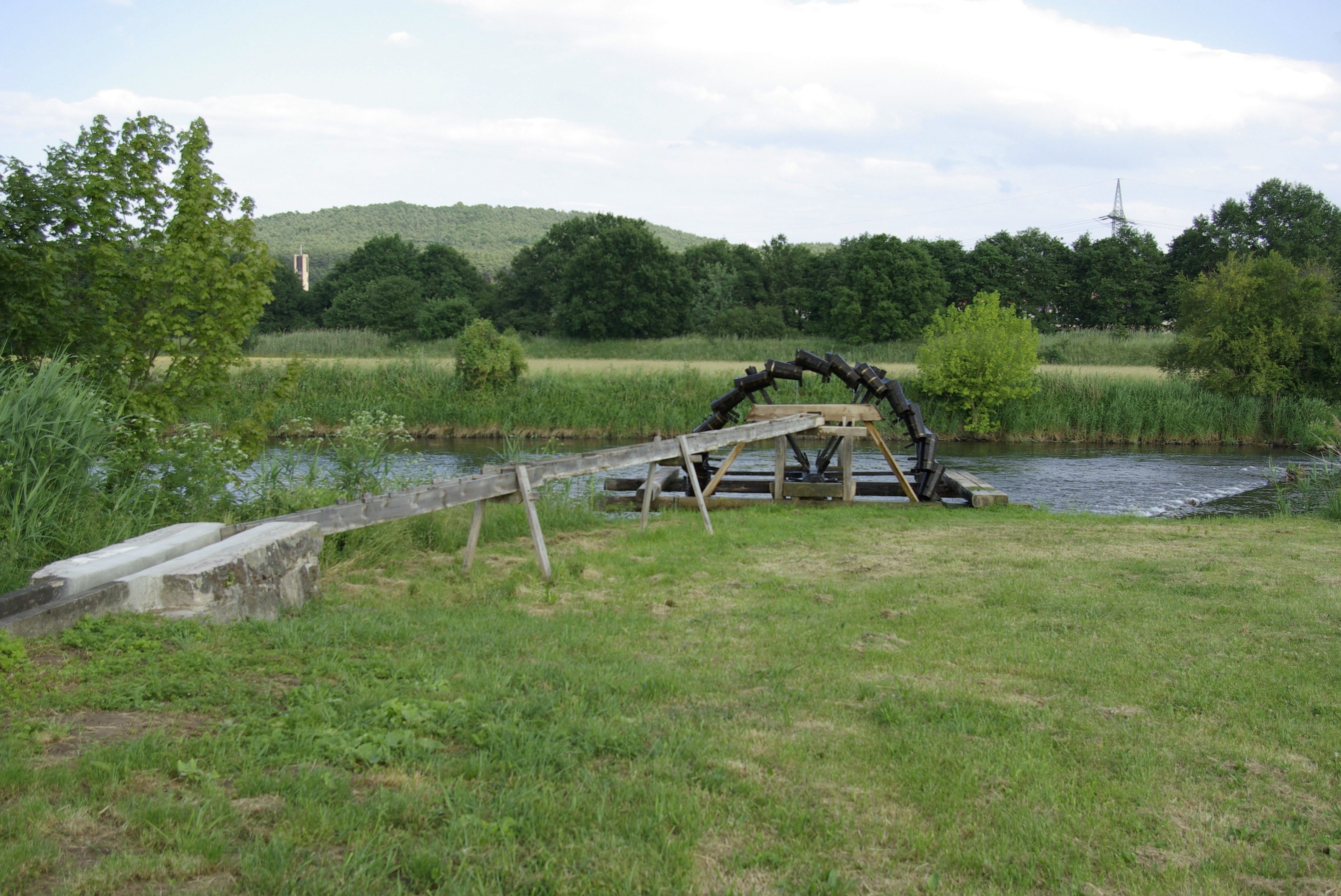
10. Bauernrad

Jedes Wasserschöpfrad hat einen Sponsor, der mit seinem Team das Rad im Frühjahr aufbaut, während der Saison prüft und wartet, im Herbst wieder abbaut und im Winter auseinanderbaut, trocknet, einlagert und vor allem beschädigte Holzteile repariert oder erneuert. Die Räder sind flussaufwärts nummeriert also in Richtung der wachsenden Flusskilometrierung. Diese beginnt an der Mündung der Regnitz in den Main-Donau-Kanal. Sieben Räder stehen am linken Flussufer, drei am rechten Ufer. Nur das Vierzigmannrad ist als Doppelrad mit Kümpfen an beiden Radkränzen in Betrieb.
| Nr. | Name               | Paten                           | Pos                        | km    | li/re  | Kümpfe | Bemerkungen                    |
| --- | ------------------ | ------------------------------- | -------------------------- | ----- | ------ | ------ | ------------------------------ |
| 1   | Wässerwiesenrad    | Freie Wähler Möhrendorf         | 49,641468° N, 11,006517° O | 39,65 | links  | 24     | REWE                           |
| 2   | Vierzigmannrad     | Gemeinde Möhrendorf             | 49,637873° N, 11,004591° O | 40,00 | rechts | 2 × 18 | Tisch und Bank, Storch-Biotop  |
| 3   | Rinnigrad          | CSU Möhrendorf                  | 49,636977° N, 11,004333° O | 40,05 | links  | 24     |                                |
| 4   | Schmiedsrad        | Wasserwirtschaftsamt Nürnberg   | 49,637232° N, 11,004921° O | 40,10 | rechts | 24     | Parkplatz, Tafel               |
| 5   | Weidackerrad       | Harald Rudolph, Landwirt        | 49,635375° N, 11,006112° O | 40,20 | rechts | 24     | Parkplatz                      |
| 6   | Schloßangerrad     | Grünes Bürgerforum Möhrendorf   | 49,63502° N, 11,005875° O  | 40,21 | links  | 24     |                                |
| 7   | Kleines Schäferrad | Verein Zufriedenheit, Oberndorf | 49,629172° N, 11,006984° O | 41,20 | links  | 24     | Sitzbank, Oberndorf            |
| 8   | Kennerleinsrad     | Hans Rudolph, Landwirt          | 49,626344° N, 11,006741° O | 41,60 | links  | 24     |                                |
| 9   | Altes Schäferrad   | Burschenverein Renner           | 49,625085° N, 11,003373° O | 41,88 | links  | 24     |                                |
| 10  | Bauernrad          | Erlanger Stadtwerke             | 49,623755° N, 11,000494° O | 42,15 | links  | 24     | Naturerlebnispfad Station 10/1 |

## Aufbau
Eine Wasserschöpfrad-Anlage besteht aus der Stauanlage, der Radstatt, dem Schöpfrad und dem Bewässerungssystem.

### Stauanlage

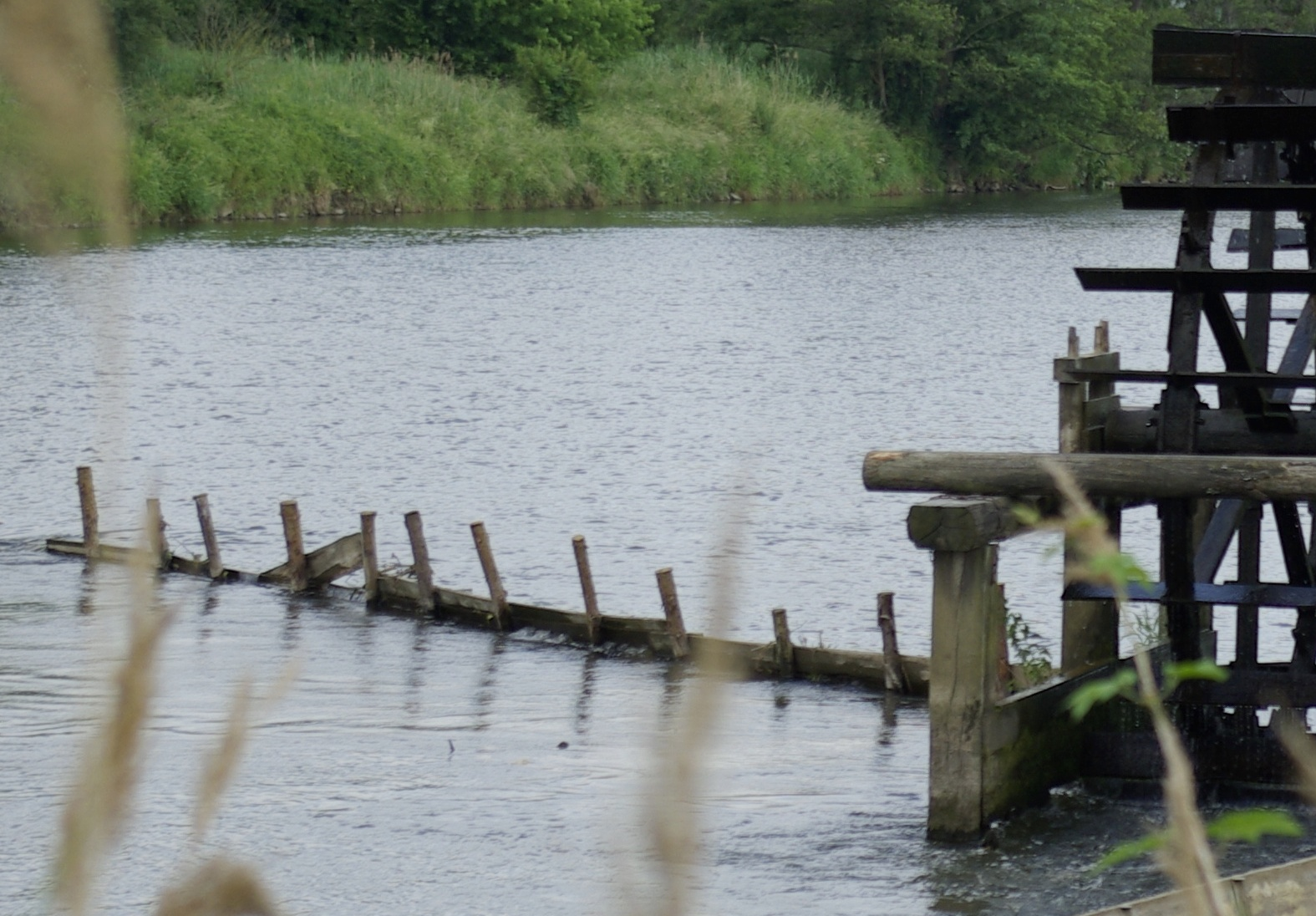
Stauanlage

Die Stauanlage oder der „Flügel“ ist ein kleines, schräg in den Fluss vorgebautes Wehr, das den Fluss etwa 10 cm hoch aufstaut. Es leitet das Wasser zur Radstatt. Unter ihm auf dem Flussgrund liegt der „Grundbaum“, ein schwerer Eichenbalken von 50 × 35 cm, bei großer Länge des Wehres meist aus mehreren Balkenstücken nacheinander. Im Grundbaum werden alle 75 cm Vierkant-Löcher ausgestemmt. Durch jedes zweite Loch wird eine etwa 3 Meter lange „Nadel“ in den Flussgrund getrieben und dadurch der Baum fest im Fluss verankert. Die Verlegung eines Grundbaumes dauert auch mit modernen Hydraulikgeräten fast zwei Wochen lang. Der Grundbaum hat eine Lebensdauer von etwa 100 Jahren, da er ständig unter Wasser liegt.
Im Frühjahr wird dann darauf das eigentliche Wehr gebaut. Dazu werden „Docken“, Vierkant-Hölzer aus Eiche, in die noch freien Löcher des Grundbaumes gesteckt. Zwischen den Docken werden „Flügelbretter“ befestigt, 3 Meter lang, 20 cm hoch und 3 cm dick, an denen sich das Wasser staut. Der Aufbau der Wehre im strömenden Fluss ist eine harte Arbeit. Im Herbst werden Flügelbretter und Docken wieder entfernt und eingelagert.

### Radstatt

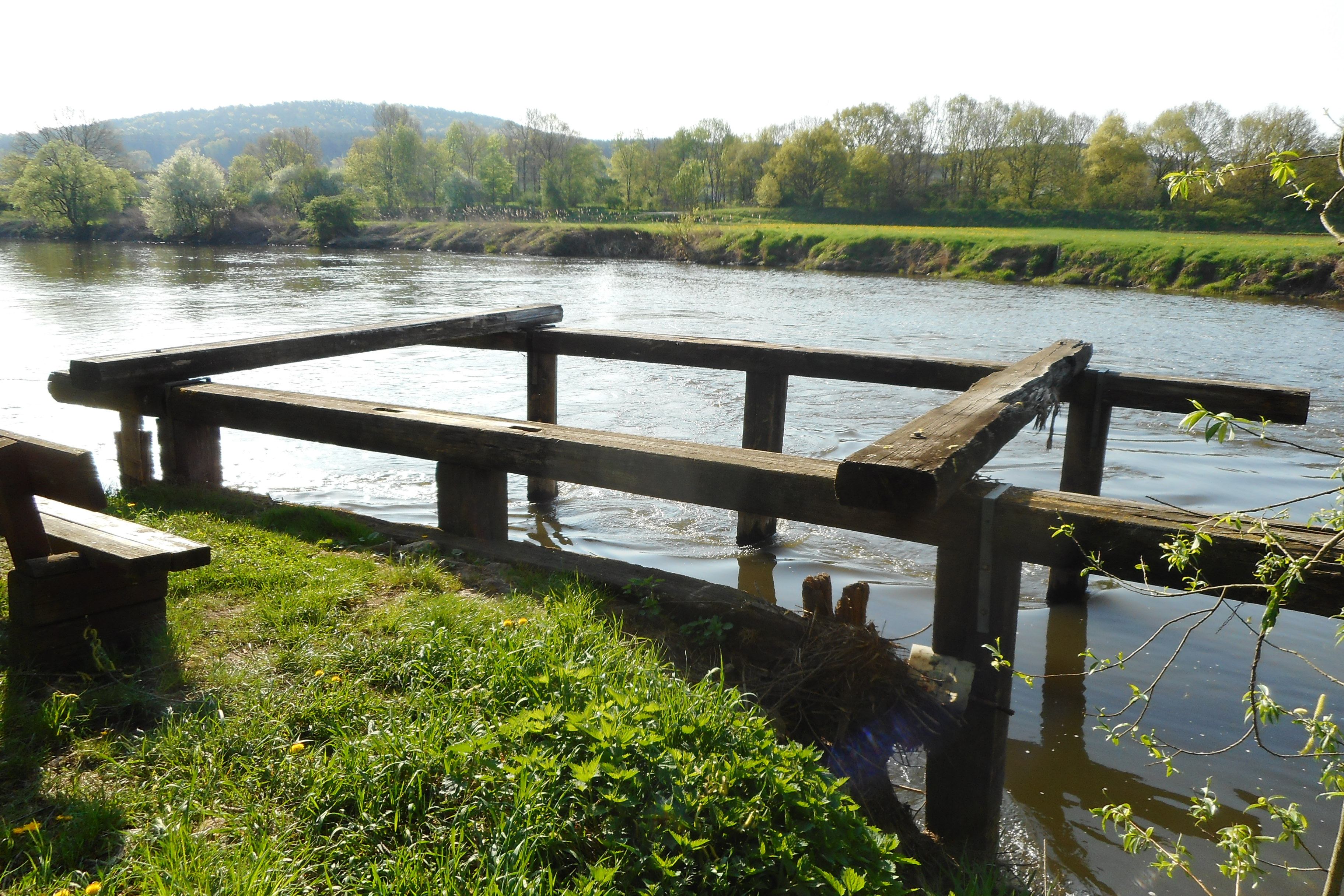
Radstatt:
6 Pfähle, 2 Jochbalken, 2 Stege.

Die „Radstatt“ oder „Radstube“ ist das Untergestell für das Schöpfrad, sie bleibt ganzjährig im Flussbett verankert. Sie besteht aus zwei im Wasser stehenden Reihen von drei Eichenpfählen, die parallel zum Ufer beziehungsweise zur Fließrichtung des Flusses im Wasser stehen. Die Pfähle wurden früher mit einer Ramme eingerammt, heute werden sie mit einem Bagger etwa 1 Meter tief in den Flussgrund gedrückt. Dazu muss manchmal eine Steinschüttung als Arbeitsplattform in den Fluss eingebracht und anschließend wieder entfernt werden. Auf den drei Pfählen liegt der „Jochbalken“ aus Kiefernholz. So entstehen ein landseitiges und ein flussseitiges Joch. Beide werden durch zwei Stege stabil miteinander verbunden.
Als Anlage des Wasserbaues gehört die Radstatt in den Verantwortungsbereich des Wasserwirtschaftsamtes und wird von diesem gebaut, kontrolliert und gewartet.

### Schöpfrad

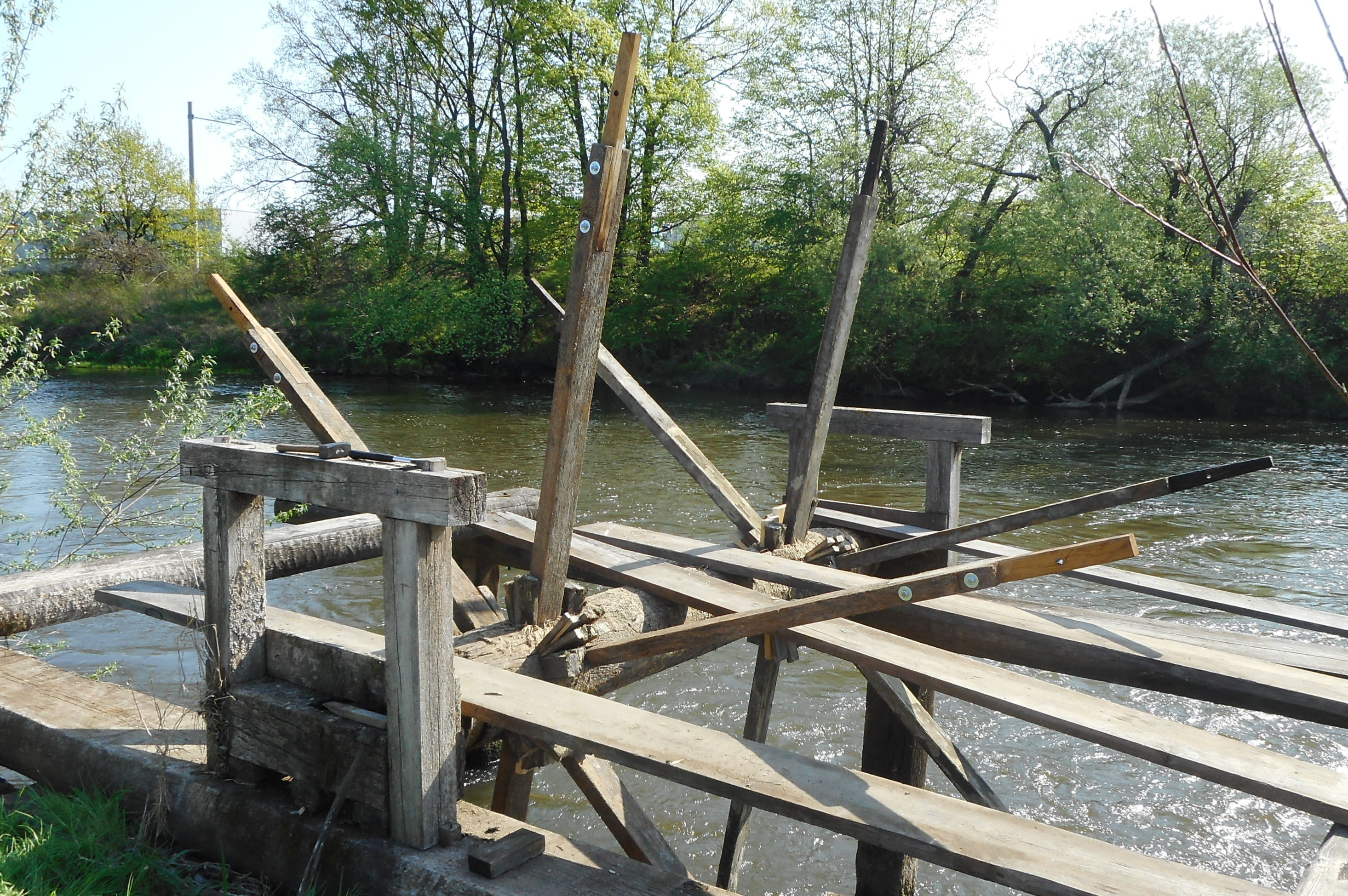
2 × 3 Arme = 2 × 6 Speichen

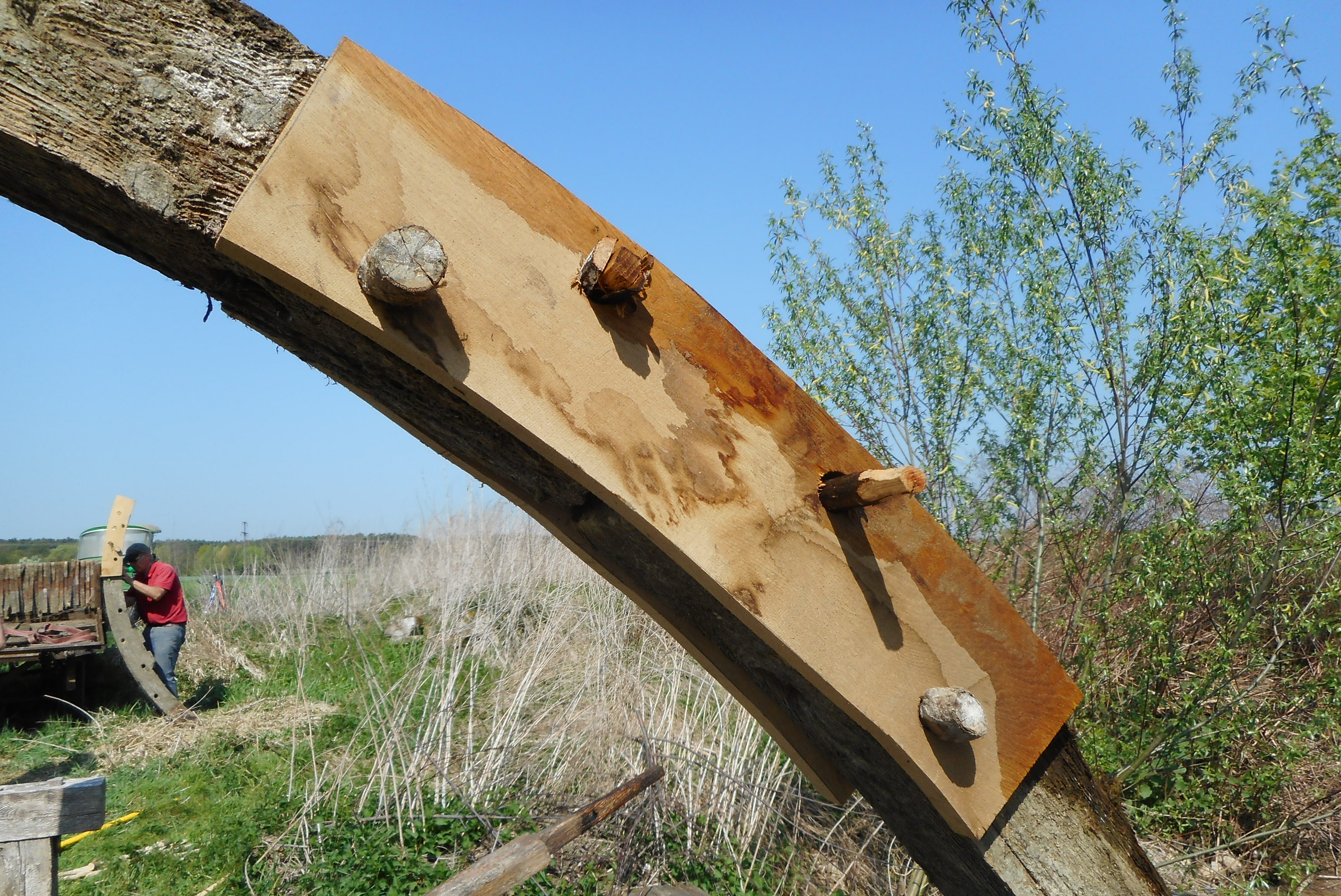
Krümmlinge mit Schetterbrettern

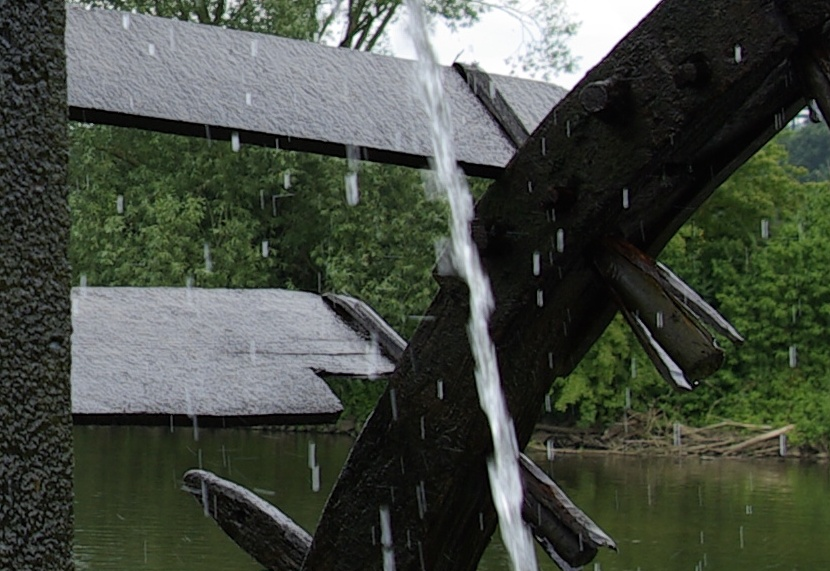
Schaufelbrett
und Wasserband mit Froschkeil

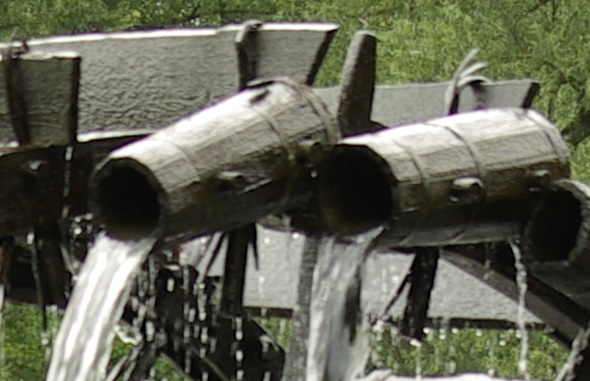
Kümpfe

Das Schöpfrad ist gleichzeitig der Wasserantrieb der Anlage und das Fördergerät für das Bewässerungs-Wasser. Insgesamt besteht ein Wasserschöpfrad aus über 500 Teilen. Sie werden durch mehr als 300 Holzkeile und Holznägel und 76 Spann- und Fassringe zusammengehalten. Außer Wellenzapfen und Spannringen an der Welle und den Fassringen an den Kümpfen sind alle Teile aus Holz.

Das Schöpfrad besteht aus folgenden Teilen: 

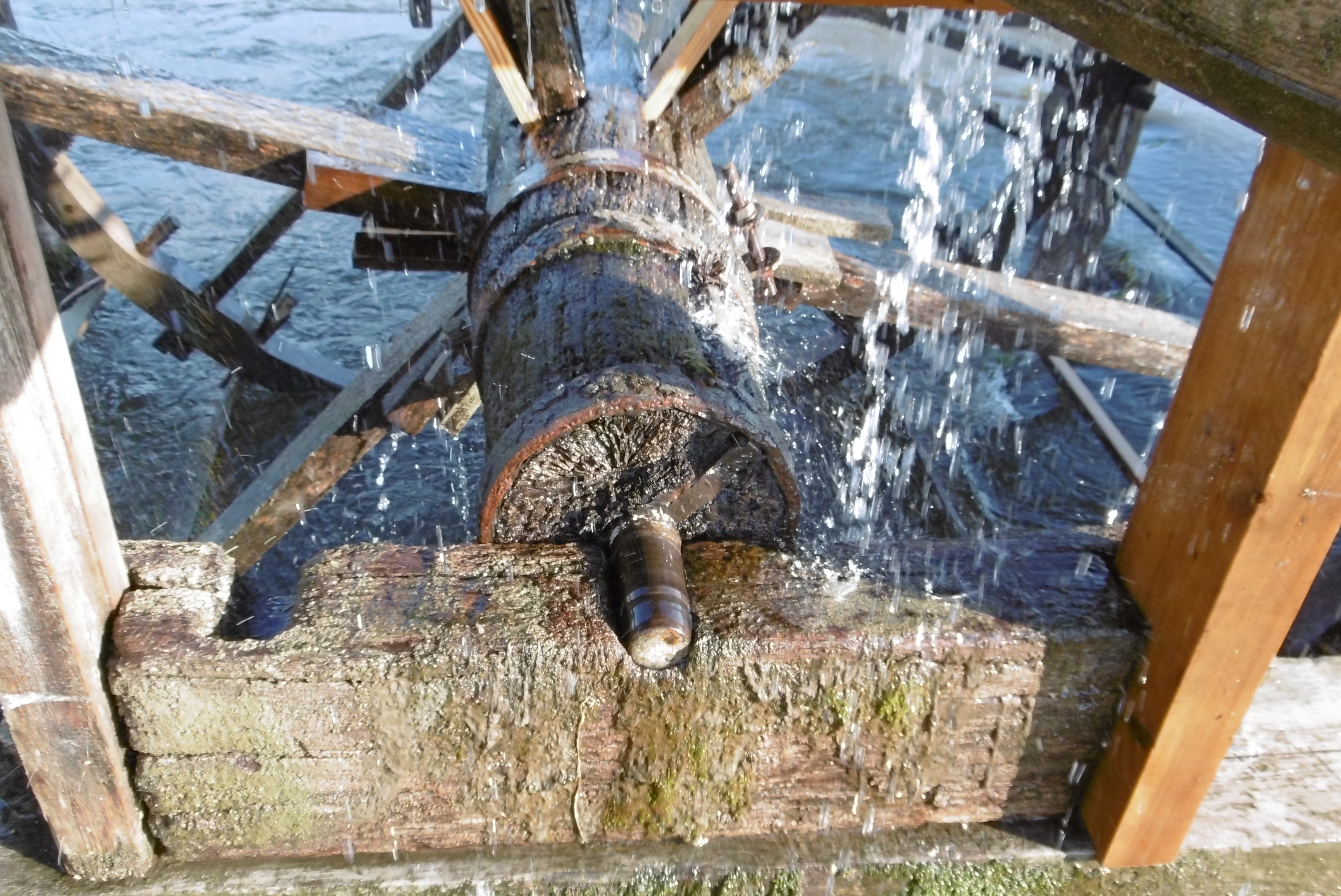
Wellenlager wassergeschmiert

Welle
Die etwa 35 cm dicke Welle wird aus einem dicken Eichenstamm auf einer Bandsäge rund geschnitten. An beiden Enden wird ein etwa 70 Millimeter dicker Stahlzapfen eingefügt. Mit je zwei Stahl-Spannringen wird der Zapfen festgeklemmt und die Welle gegen Aufsplitterung geschützt. Die Stahlzapfen werden in einem Lagerbock („Anwelle“) aus Eichenholz gelagert. Dadurch entsteht ein Gleitlager Metall auf Holz mit Wasserschmierung. Die Welle hat an jedem Ende drei rechteckige Durchbrüche zur Aufnahme der drei Arme für den Radkranz. 
Arme
Je drei „Arme“ bilden die sechs Speichen für einen Radkranz. Die Arme sind aus Eiche gefertigt. Der mittlere Arm ist gerade, die zwei anliegenden leicht gekrümmt, damit sie am äußeren Ende genau zum Umfang des Radkranzes fluchten. Sie werden durch die Welle gesteckt, zentimetergenau ausgerichtet und mit Eichenkeilen für die kommenden fünf Monate fest verkeilt. Die Arme sind etwa 4 Meter lang, die Speichen also 2 Meter und bilden zusammen mit dem Radkranz ein Rad mit etwa 4 Meter Durchmesser. 
Radkranz
Das Schöpfrad hat zwei Radkränze. Je sechs „Krümmlinge“ werden jeweils zu einem Radkranz verbunden. Dazu werden sie einzeln auf die sechs Speichen gesteckt und mit einem „Nasenzwicker“ und einem Keil auf der Speiche fixiert. Die Krümmlinge werden untereinander mit je zwei „Schetterbrettern“ und vier „Schetternägeln“ zu einem Radkranz verbunden. Die Krümmlinge werden aus passend krumm gewachsenem Kiefernholz gefertigt, damit die gebogenen Holzfasern der hohen Belastung durch die Wasserkraft standhalten. Sie werden mit der Bandsäge in ihre genaue Form geschnitten. 
Schaufelbretter
Jedes Schöpfrad wird von 24 Schaufelbrettern angetrieben. Sie werden auf beiden Seiten mit je einem „Wasserband“ und einem „Froschkeil“ befestigt. Wasserbänder sind Bänder aus Eichenholz, die einige Zeit in heißem Wasser gekocht werden, um sie in die gewünschte Form biegen zu können. Sie werden um das senkrecht auf dem Radkranz liegende Schaufelbrett gelegt, die Enden durch eine Bohrung im Radkranz gesteckt und von hinten mit einem Rundholzzapfen (Froschkeil) verkeilt. Bei einigen Rädern werden heute aus Zeitmangel die Eichenbänder durch Bänder aus Eisen ersetzt. 
Schöpfeimer
Die Schöpfeimer oder „Kümpfe“ transportieren das Bewässerungs-Wasser aus dem Fluss ins Bewässerungssystem. Die Kümpfe werden in alter Handwerkstradition der Küfer bis auf die drei eisernen Spannreifen komplett aus Holz gefertigt. Die Kümpfe werden mit je zwei Kumfnägeln aus Eichenholz am Radkranz befestigt. Damit die Kümpfe beim Ausgießen das Wasser in den Trog schütten können, müssen sie etwas schräg vom Radkranz weg zeigend befestigt werden. Das erreicht man dadurch, dass der Ausguss des hinteren Kumpfes auf dem unteren Bauch des vorderen Kumpfes liegend befestigt wird. Der vordere Kumpfnagel und der sich auf dem vorderen Kumpf abstützende hintere Kumpf und der Radkranz bilden so ein stabiles Dreieck. Dazu werden je zwei Kumpfnägel durch einen Kumpf gesteckt und in den dahinterliegenden Radkranz getrieben und dort mit Eichenkeilen fixiert.
Ein einfaches Schöpfrad trägt 24 Kümpfe am landseitigen Radkranz. Ein doppeltes Schöpfrad trägt 36 oder 48 Kümpfe, je 18 oder 24 landseitig und 18 oder 24 flussseitig. Jeder Eimer fasst gut 30 Liter, transportiert aber nur etwa 10 Liter bis ganz nach oben. Ein Rad schöpft also 240 (Einzelrad), 360 (kleines Doppelrad) oder 480 Liter (Doppelrad) je Umdrehung.

### Bewässerungssystem

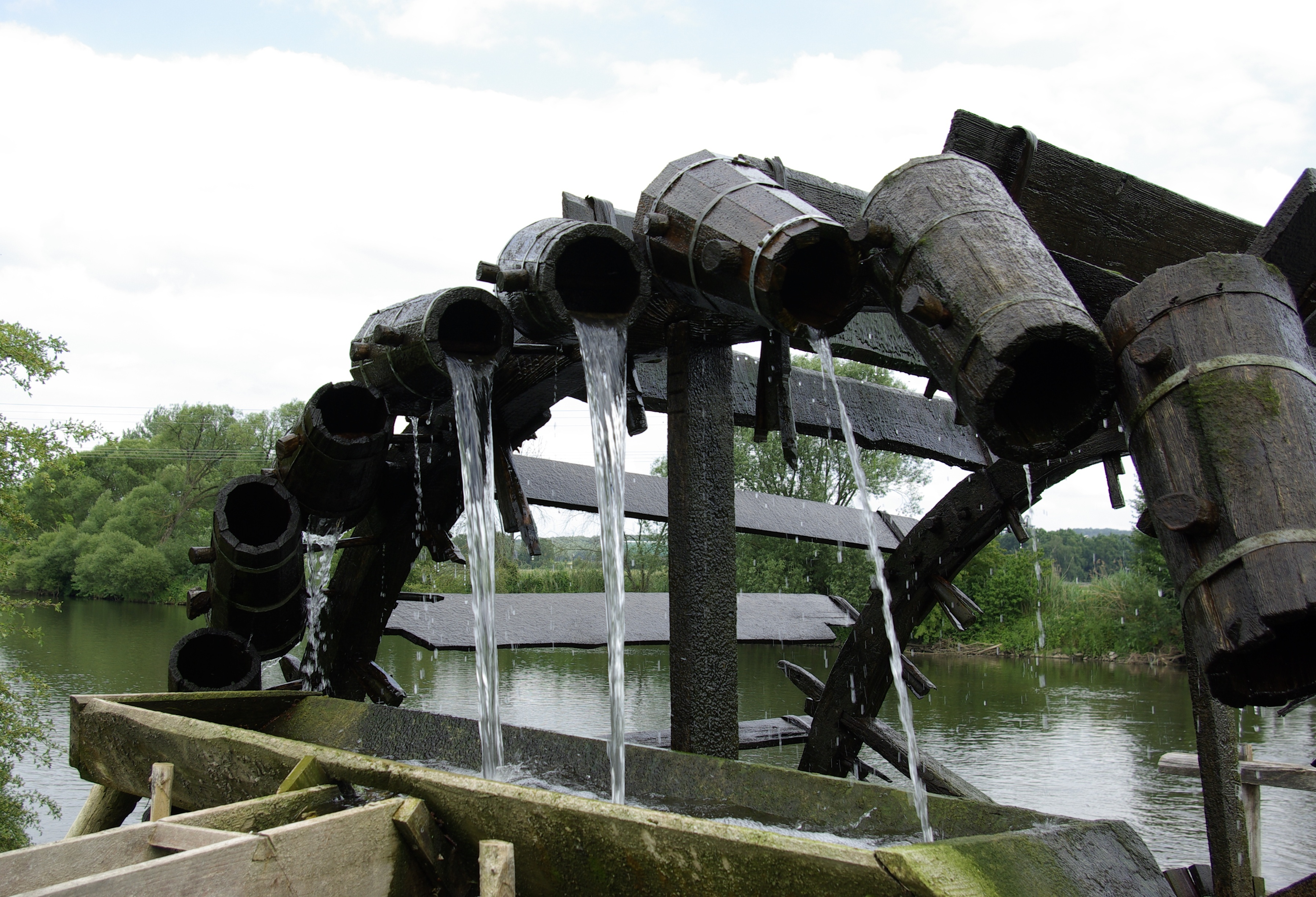
Entleerung in Trog und Rinne

Jedes Wasserschöpfrad versorgte früher ein ausgedehntes Bewässerungsnetz. Manchmal speisten auch mehrere Schöpfräder gemeinsam ein solches Netz. Die Kümpfe schöpfen das Wasser aus dem Fluss. Am oberen Scheitelpunkt der Raddrehung, etwa 4 Meter über Wasserspiegel, schütten sie das Wasser aus. Ein großer Gießtrog fängt es auf und leitet es über eine hölzerne Ablaufrinne in die Bewässerungsgräben. Ein System bestand aus vielen Gräben und Kanälen, zwischen denen mit Schützen oder Schiebern der Wasserfluss verteilt und umgelenkt werden konnte.
Ein einfaches Wasserrad schöpft pro Tag etwa 1400 Kubikmeter Wasser oder 1'400'000 Liter. Ein Rad versorgte damit bis zu 8 ha Wiesen. Dank dieser Wiesenbewässerung konnten statt sonst nur einer nun drei Mahden (Ernten) von Heu und Grummet im Jahr eingebracht werden.
Da das Bewässerungsnetz gewöhnlich Wiesen verschiedener Eigentümer bewässerte, waren die Wässerungszeiten der einzelnen Grundstücke minutiös festgelegt.

## Wasserradgemeinschaft Möhrendorf
Die „Wasserradgemeinschaft Möhrendorf e.V.“ wurde 1995 als gemeinnütziger Verein gegründet. Sie ist die Lobby für die Wasserschöpfräder gegenüber Behörden und Spendern, macht Öffentlichkeitsarbeit und wirbt und verwaltet Zuschüsse und Spendengelder zum Unterhalt der Wasserschöpfräder. Mitglieder sind je zwei Vertreter jedes der zehn Räder. Ein Obmann und sein Vertreter führen die Geschäfte.

## Wasserschöpfrad als Gemeindewappen
Ein stilisiertes Wasserschöpfrad befindet sich im Gemeindewappen von Möhrendorf, ebenso im Wappen des Landkreises Erlangen-Höchstadt, den Fürther Stadtteilen Stadeln und Vach, sowie der Gemeinde Hausen (bei Forchheim).

Möhrendorf
Erlangen-Höchstadt
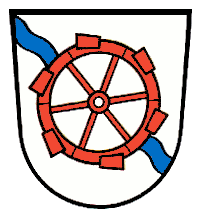
Stadeln (Fürth)
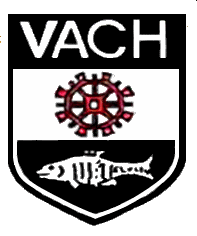
Vach (Fürth)
Hausen (Forchheim)